# Une fille comme les autres
Pour les articles homonymes, voir The Girl Next Door.
Une fille comme les autres (titre original : The Girl Next Door) est un roman écrit par Jack Ketchum, paru en 1989 puis le 24 janvier 2007 en français. Il est basé sur un fait divers survenu à Indianapolis. En 1965, Sylvia Likens a été torturée et tuée par Gertrude Baniszewski et ses enfants.
Le livre a été adapté au cinéma sous le titre The Girl Next Door.

## Résumé
David, le narrateur, se remémore un évènement survenu pendant son enfance.
Dans les années 1950, après le décès de leurs parents, Meg et sa sœur Susan sont hébergées par leur tante Ruth Chandler, la voisine de David. Au départ, celle-ci n'est ni mauvaise, ni bonne, mais Meg se sent mal à l'aise à cause de paroles ou tâches humiliantes. 
Le temps passe et Meg décide d'en parler à un agent de police et même de s'échapper de la maison de Ruth avec sa sœur, une nuit… C'est là que tout commence. 
Avec l'aide de ses fils, Ruth va commencer à imposer un certain nombre d'interdictions à Meg, la torturer, et aller jusqu'à l'enfermer dans la cave. Tout au long de l'histoire, nous suivons la remise en question de David face à l'horreur de la situation, et le courage et la volonté de fer d'une adolescente face à la souffrance.